# Peel en Maas
Peel en Maas (en limburgués: Pieël en Maas) es un municipio de la Provincia de Limburgo al sureste de los Países Bajos, creado el 1 de enero de 2010 por la fusión de cuatro antiguos municipios: Helden, Kessel, Maasbree y Meijel.